# Purple Man
Purple Man (Zebediah Killgrave) is een superschurk uit de comics van Marvel Comics. Hij werd bedacht door Stan Lee en Joe Orlando en verscheen voor het eerst in Daredevil #4 in oktober 1964. Het lichaam van Purple Man scheidt een soort feromonen uit die hem in staat stellen om zijn slachtoffers bevelen te geven die ze onmogelijk kunnen weigeren zolang hij fysiek aanwezig is. Killgrave herstelt bovennatuurlijk snel van letsel en kan zo goed als fatale verwondingen te boven komen.

## Biografie
Zebediah Killgrave is oorspronkelijk een arts uit Joegoslavië die actief is als spion. Nadat hij tijdens zijn spionagewerk in een laboratorium in aanraking komt met een experimenteel zenuwgas, krijgt hij een paarse huidskleur en blijkt hij plotseling in staat om de beveiligers zijn wil op te leggen met het gebruik van zijn stem. Hij besluit om als Purple Man zijn voordeel te gaan doen met deze gave. Killgrave komt op de radar van advocaat Matt Murdock wanneer hij die door een rechter krijgt toegewezen na een bankoverval. Hij demonstreert zijn vermogens aan Murdock door de gevangenisbewaarders op te dragen om hem vrij te laten en Murdocks secretaresse Karen Page om met hem mee te gaan. Ze voeren zijn wil meteen uit. Killgraves gave werkt niet bij Murdock. Hij is blind en Killgraves zwakke punt blijkt dat zijn krachten alle zintuigen moeten beïnvloeden om volledig tot hun recht te komen. Zodra hij niet meer fysiek in de buurt is van een slachtoffer, bouwt zijn invloed ook steeds verder af.
Killgrave is de vader van Kara Killgrave, een dochter die hij krijgt met een vrouw die hij zijn wil oplegt en hem verlaat zodra hij haar daar de kans voor geeft. Kara ontwikkelt soortgelijke vermogens tot beïnvloeding als die van haar vader en wordt lid van superheldenteam Alpha Flight.
Killgrave neemt het ook op tegen onder anderen Spider-Man, Moon Knight en Iron Fist en verschijnt in verhaallijnen over Dr. Doom en Nate Grey voordat hij als invloedrijk personage wordt toegevoegd aan de verhalen rondom Jessica Jones.

## In andere media
Purple Man verschijnt binnen het Marvel Cinematic Universe in de televisieserie Jessica Jones, gespeeld door David Tennant. Hierin heet hij Kilgrave en heeft hij het uiterlijk en de lichaamskleur van een blanke man, die voortdurend paarse kleren draagt. De bevelen van deze Kilgrave werken ook als hij zelf niet (meer) fysiek aanwezig is, maar verliezen na één dag hun werking. Deze versie van Kilgrave is ook een onzichtbaar personage in de televisieserie Luke Cage. Purple Man is daarnaast te zien in een aantal animatieseries, zoals The Avengers: Earth's Mightiest Heroes en X-Men: The Animated Series (als Zebediah Killgrave).